# Superpuchar Mołdawii w piłce nożnej
Superpuchar Mołdawii w piłce nożnej (rum. Supercupa Moldovei la fotbal) – trofeum przyznawane zwycięskiej drużynie meczu rozgrywanego pomiędzy aktualnym Mistrzem Mołdawii oraz zdobywcą Pucharu Mołdawii w danym sezonie (jeżeli ta sama drużyna wywalczyła zarówno mistrzostwo, jak i Puchar kraju - to nie rozgrywano).

## Historia
W sezonie 2003 odbył się pierwszy oficjalny mecz o Superpuchar Mołdawii. Pierwszy pojedynek rozegrano 17 września 2003 roku. W tym meczu Sheriff Tyraspol pokonał 2:0 Zimbru Kiszyniów. Superpuchar 2020 został odwołany ze względu na pandemię COVID-19. W 2021 roku Stadion miejski w Bielcach po raz pierwszy został gospodarzem Superpucharu Mołdawii. Wcześniej (od 2003 roku) finały odbywały się w kompleksie sportowym „Sheriff” w Tyraspolu. W Mołdawii nadal obowiązuje zasada, że gdy drużyna zdobędzie dublet w sezonie, Superpuchar nie powinien być rozgrywany ponownie, dlatego w niektórych latach nie została rozgrywana.

## Format
Mecz o Superpuchar Mołdawii rozgrywany jest przed rozpoczęciem każdego sezonu. W przypadku remisu po upływie regulaminowego czasu gry natychmiast przeprowadza się seria rzutów karnych. 

## Zwycięzcy i finaliści
| Sezon                                                    | K | K | T | Zwycięzca                 | Wynik        | Finalista           | Data, miejsce                                          | Uwagi                                 |
| Superpuchar Mołdawii (rum. Supercupa Moldovei la fotbal) |   |   |   |                           |              |                     |                                                        |                                       |
| 2003                                                     |   |   | 1 | Sheriff Tyraspol          | 2:0          | Zimbru Kiszyniów    | 17.09.2003, Stadionul Sheriff, Tyraspol, 8.000         |                                       |
| 2004                                                     |   |   | 2 | Sheriff Tyraspol          | 1:0          | Zimbru Kiszyniów    | 8.08.2004, Stadionul Sheriff, Tyraspol, 5.000          |                                       |
| 2005                                                     |   |   | 3 | Sheriff Tyraspol          | 4:0          | Nistru Otaci        | 7.08.2005, Stadionul Sheriff, Tyraspol, 3.000          |                                       |
| 2006                                                     |   |   |   |                           |              |                     |                                                        | nie rozgrywano, Sheriff wygrał dublet |
| 2007                                                     |   |   | 4 | Sheriff Tyraspol          | 1:0          | Zimbru Kiszyniów    | 27.06.2007, Stadionul Sheriff, Tyraspol, 12.500        |                                       |
| 2008                                                     |   |   |   |                           |              |                     |                                                        | nie rozgrywano, Sheriff wygrał dublet |
| 2009                                                     |   |   |   |                           |              |                     |                                                        | nie rozgrywano, Sheriff wygrał dublet |
| 2010                                                     |   |   |   |                           |              |                     |                                                        | nie rozgrywano, Sheriff wygrał dublet |
| 2011                                                     |   |   | 1 | Dacia Kiszyniów           | 1:0          | Iscra-Stali Rybnica | 8.07.2011, Małaja sportiwnaja ariena, Tyraspol, 1.500  |                                       |
| 2012                                                     |   |   | 1 | Milsami Orgiejów          | 0:0 (k. 6:5) | Sheriff Tyraspol    | 8.07.2012, Stadionul Sheriff, Tyraspol, 3.000          |                                       |
| 2013                                                     |   |   | 5 | Sheriff Tyraspol          | 2:0          | FC Tiraspol         | 29.06.2013, Stadionul Sheriff, Tyraspol, 2.500         |                                       |
| 2014                                                     |   |   | 1 | Zimbru Kiszyniów          | 1:1 (k. 4:3) | Sheriff Tyraspol    | 27.06.2014, Stadionul Sheriff, Tyraspol, 5.000         |                                       |
| 2015                                                     |   |   | 6 | Sheriff Tyraspol          | 3:1          | Milsami Orgiejów    | 25.06.2015, Stadionul Sheriff, Tyraspol, 5.000         |                                       |
| 2016                                                     |   |   | 7 | Sheriff Tyraspol          | 3:1          | Zaria Bielce        | 10.08.2016, Małaja sportiwnaja ariena, Tyraspol, 3.000 |                                       |
| 2017                                                     |   |   |   |                           |              |                     |                                                        | nie rozgrywano, Sheriff wygrał dublet |
| 2018                                                     |   |   |   |                           |              |                     |                                                        | nie rozgrywano                        |
| 2019                                                     |   |   | 2 | Milsami Orgiejów          | 0:0 (k. 5:4) | Sheriff Tyraspol    | 10.03.2019, Małaja sportiwnaja ariena, Tyraspol, 3.000 |                                       |
| 2020                                                     |   |   |   |                           |              |                     |                                                        | nie rozgrywano przez COVID-19         |
| 2021                                                     |   |   | 1 | Sfîntul Gheorghe Suruceni | 2:2 (k. 4:2) | Sheriff Tyraspol    | 26.06.2021, Stadion Olimpia Bălți, Bielce, 3.000       |                                       |
| 2022                                                     |   |   |   |                           |              |                     |                                                        | nie rozgrywano, Sheriff wygrał dublet |

Uwagi:

- wytłuszczono i kursywą oznaczone zespoły, które w tym samym roku wywalczyły mistrzostwo i Puchar kraju (dublet),
- wytłuszczono zespoły, które zdobyły mistrzostwo kraju,
- kursywą oznaczone zespoły, które zdobyły Puchar kraju.

## Statystyka

### Klasyfikacja według klubów
W dotychczasowej historii finałów o Superpuchar Mołdawii na podium oficjalnie stawało w sumie 9 drużyn. Liderem klasyfikacji jest Sheriff Tyraspol, który zdobył trofeum 7 razy.
Stan na 31.05.2022. 
| Lp. | Klub                      | Zdobywca | Finalista        | Zwycięskie sezony | Przegrane finały |   |   |                                          |                        |
| --- | ------------------------- | -------- | ---------------- | ----------------- | ---------------- | - | - | ---------------------------------------- | ---------------------- |
| Lp. | Klub                      | 1.       | Sheriff Tyraspol | Zwycięskie sezony | Przegrane finały | 7 | 4 | 2003, 2004, 2005, 2007, 2013, 2015, 2016 | 2012, 2014, 2019, 2021 |
| 2.  | Milsami Orgiejów          | 2        | 1                | 2012, 2019        | 2015             |   |   |                                          |                        |
| 3.  | Zimbru Kiszyniów          | 1        | 3                | 2014              | 2003, 2004, 2007 |   |   |                                          |                        |
| 4.  | Dacia Kiszyniów           | 1        | 0                | 2011              |                  |   |   |                                          |                        |
| 4.  | Sfîntul Gheorghe Suruceni | 1        | 0                | 2021              |                  |   |   |                                          |                        |
| 6.  | Nistru Otaci              | 0        | 1                |                   | 2005             |   |   |                                          |                        |
| 6.  | Iscra-Stali Rybnica       | 0        | 1                |                   | 2011             |   |   |                                          |                        |
| 6.  | FC Tiraspol               | 0        | 1                |                   | 2013             |   |   |                                          |                        |
| 6.  | Zaria Bielce              | 0        | 1                |                   | 2016             |   |   |                                          |                        |

### Klasyfikacja według miast
Stan na 31.05.2022.
| Miasto    | Liczba tytułów | Kluby                                     |
| --------- | -------------- | ----------------------------------------- |
| Tyraspol  | 7              | Sheriff Tyraspol (7)                      |
| Kiszyniów | 2              | Dacia Kiszyniów (1), Zimbru Kiszyniów (1) |
| Orgiejów  | 2              | Milsami Orgiejów (2)                      |
| Suruceni  | 1              | Sfîntul Gheorghe Suruceni (1)             |

### Klasyfikacja według kwalifikacji
| Tytuł                     | Zwycięstw | Finałów |
| ------------------------- | --------- | ------- |
| Mistrz Mołdawii           | 7         | 5       |
| Zdobywca Pucharu Mołdawii | 5         | 7       |